# Сергей Манасарян
Сергей Генрихович Манасарян (на арменски: Սերգեյ Մանասարյան) е арменски дипломат, от 17 януари 2005 година е посланик на Армения в България. Владее английски и руски.

## Биография
Сергей Манасарян е роден на 25 февруари 1959 година в град Ереван, Арменска ССР. През 1981 година завършва Ереванския селскостопански институт. В периода от 1981 до 1988 година работи в Научноизследователския институт по механизация на селското стопанство. След това е последователно помощник на вицепремиер, сътрудник на премиер-министъра на Армения, ръководител на правителствената администрация, секретар-министър в арменския кабинет. През 1996 година става зам.-министър на външните работи. През 1999 година е назначен за извънреден и пълномощен посланик на Армения в Египет. Същевременно е акредитиран в Мароко, Либия, Етиопия, Судан и Оман. На 17 януари 2005 година е назначен за извънреден и пълномощен посланик на Армения в България.
Назначен е за посланик в Китай през февруари 2016 г.

## Отличия
На 30 юли 2010 година тогавашният президент на България Георги Първанов награждава посланик Сергей Манасарян с орден Стара планина – I степен, за заслугите му в развитието на българо-арменските отношения.